# ميو ميو
ميو ميو (بالإنجليزية: Miu Miu)‏ هي دار أزياء راقية إيطالية تقوم بتصنيع ملابس وإكسسوارات للسيدات يقع مقرها الرئيسي في باريس، فرنسا  وهي مملوكة من قبل شركة برادا.